# スカエナエ・フロンス

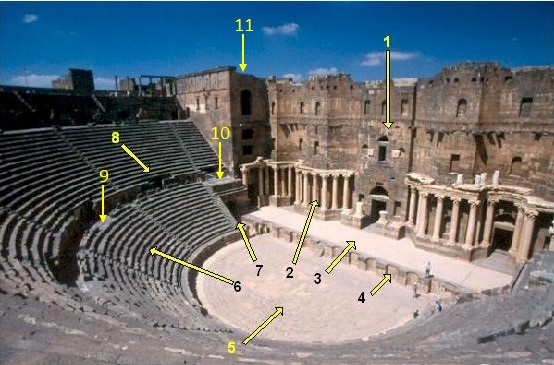
ローマ劇場の構造
1.スカエナエ・フロンス, 2.ポルティカス・ポスト・スカエナム（列柱）, 3.プルピタム（舞台）, 4.プロスカエニウム, 5.オーケストラ, 6.カウェア（客席）, 7.アデタス・マクシムス, 8.ヴォミトリウム（観客出入口）

スカエナエ・フロンス（ラテン語: scaenae frons）は、古代ギリシアおよび古代ローマの劇場（ギリシア劇場、ローマ劇場）における舞台背後の壁のこと。単にスカエナエ（ラテン語発音）またはスケーネ（ギリシア語発音）と表記することもある。
初期の劇場建築では舞台背後の壁は造られていなかったか、あるいは3から5箇所の出入口のある壁があるだけであった。時代が下るにつれ改築を繰り返した劇場のスカエナエ・フロンスの大きさや装飾は壮麗になり、2世紀頃には3階建て相当の建物で列柱や石像を飾る壁龕（ニッチ）を持つものになっていた。
スカエナエ・フロンスの（客席から見て）手前にある、一段高くなっている舞台の部分はギリシア劇場ではプロスカエニウム（プロスケニオン）、ローマ劇場ではプルピタム（pulpitum）と呼ぶ。